# Vincent Campenon
Pour les articles homonymes, voir Campenon.
François-Nicolas-Vincent Campenon, né le 29 mars 1772 à Basse-Terre (Guadeloupe, Royaume de France) et mort le 24 novembre 1843 à Villecresnes, est un poète et traducteur français.

## Sa vie et son œuvre[2]
Venu de Guadeloupe en France à l'âge de quatre ans, il fait ses études au collège de Sens. Il correspond avec Bernardin de Saint-Pierre, dont il est fervent, et compose un poème, Paul au tombeau de Virginie, qui commence ainsi :
Repose en paix, ma Virginie !

Le repos n'est pas fait pour moi.

Hélas ! le monde entier, sans toi,

N'a rien qui m'attache à la vie.
À la Révolution, Campenon, qui ne craint ni d'afficher ses convictions royalistes ni de composer une romance à la gloire de Marie-Antoinette, est dénoncé et menacé d'arrestation. Il part alors se réfugier à la frontière suisse et rédige, à l'issue de son périple, un Voyage à Chambéry, en prose et en vers.

De retour à Paris lors de la Restauration, il fréquente le salon de la femme de lettres Virginie Ancelot et fait paraître deux longs poèmes, La Maison des champs et L'Enfant prodigue. Son Enfant prodigue connaît un grand succès populaire et donne son nom aussi bien à des enseignes de magasin qu'à d'innombrables pièces de théâtre. L'accueil dans les milieux littéraires est moins enthousiaste. Candidat à l'Académie française à la mort de l'abbé Delille en 1813, Campenon est la cible d'une épigramme qui circule dans Paris :
Au fauteuil de Delille aspire Campenon,

A-t-il assez d'esprit pour qu'on l'y campe ? — Non.
L'Académie ne s'en prononce pas moins en sa faveur et accueille ainsi son premier membre guadeloupéen. Ayant occupé jusque-là de modestes fonctions au ministère de l'Intérieur, Campenon devient commissaire impérial de l'Opéra-Comique, secrétaire du Cabinet du roi, puis inspecteur de l'Université.
De santé fragile, il se démet de ses fonctions dans les années 1820 et, délaissant la poésie, se consacre à des travaux académiques et littéraires. Il traduit Horace du latin et David Hume de l'anglais. Il édite La Henriade de Voltaire et publie les œuvres de son oncle, Nicolas-Germain Léonard. Il édite également Clément Marot, Jean-François Ducis, Charles-Albert Demoustier, Jean-Baptiste-Louis Gresset, Jacques Delille, Louis-Élisabeth de La Vergne de Tressan.

Vincent Campenon meurt le 24 novembre 1843 à Villecresnes. Voici ce qu'indique son acte de décès : 

« no 32 : Décès de Campenon François Nicolas Vincent. Du vingt cinq novembre mil huit cent quarante trois, huit heures du matin. Acte de décès de François Nicolas Vincent Campenon, membre de l'académie française, officier de l'ordre royal de la légion d'honneur, âgé de soixante et onze ans, né à la Guadeloupe, décédé le vingt quatre de la présente en sa maison de campagne de Villecresnes, à quatre heures du matin, marié à Jeanne Bernardine Planchy de Monvallon. Les témoins ont été MM. Joseph Hyacinte Théophile Comte de Cumont, propriétaire, ancien capitaine de cavalerie demeurant à Cerçay commune de Villecresnes, âgé de quarante quatre ans, et de Eugène François Couchy, maître des requêtes au conseil d'État, garde des archives de la chambre des pairs, officier de la légion d'honneur, âgé de quarante et un an, domicilié à Paris au palais du Luxembourg. Lesquels ont signé avec nous, Maire, après lecture faite, et le décès constaté par nous soussigné. »

## Œuvre

### Poésie
- Épître aux femmes, 1800
- La Maison des champs. Paris, Delaunay, 1810. Seconde édition, revue, corrigée et augmentée de quelques poésies.
- L'Enfant prodigue, poème en 4 chants, 1811 Texte en ligne
- Poèmes et opuscules en vers et en prose, 2 vol., 1823
- Œuvres poétiques, 1844 Texte en ligne

### Traductions
- Œuvres d'Horace, traduites par MM. Campenon et Després, accompagnées du Commentaire de l'abbé Galiani, précédées d'un essai sur la vie et les écrits d'Horace et de recherches sur sa maison de campagne, 1821 Texte en ligne
- Histoire d'Écosse depuis la naissance de Marie Stuart jusqu'à l'avènement de Jacques VI au trône d'Angleterre par W. Robertson, 3 vol., 1821
- Chefs-d'œuvre des théâtres étrangers traduits en français, 1822-1823
- Histoire d'Angleterre depuis l'invasion de Jules César jusqu'à la révolution de 1688 par David Hume, et depuis 1688 jusqu'à 1760, par Smollett, continuée jusqu'en 1783, par John Adolphus (en), et terminée par un Précis des évènements qui se sont passés sous le règne de George III, jusqu'en 1820, par Aikin et quelques historiens anglois, traduite de l'anglais, précédée d'un Essai sur la vie et les écrits de David Hume par M. Campenon, 19 vol, 1825-1827 ; 13 vol. 1839-1840 Texte en ligne 1 2 3 4 5 6 7 8 9 10 11 12 13

### Autres publications
- Voyage à Chambéry, 1796. Réédition : 2003 Texte en ligne
- Essais de mémoires ou Lettres sur la vie, le caractère et les écrits de J.-F. Ducis, 1824